# 安蒂莎·赫維沙娃
安蒂莎·赫維沙娃（Antisa Khvichava，1880年7月8日—2012年9月30日）據稱是世界史上最長命的人，但存有爭議。
赫維沙娃年輕時以採摘茶葉和粟米維生，有一個兒子米哈伊爾、12名孫兒女、18名曾孫和4名玄孫，另外兩名與前夫誕下的子女，已慘在二戰中餓死。1965年退休後，她隱居格魯吉亞偏遠山區，閒來編織毛衣，長壽之道是每日喝少量土產白蘭地，去世時與42歲的孫兒一同生活。
由於年代久遠加上戰亂，據她的家人說，赫維沙娃早已丟失出生證明，僅持有兩份蘇聯時代發出的文件，其中有1960年代頒发的她的退休金書。显示她生于1880年7月8日，那時連末代沙皇尼古拉二世還未登基。格魯吉亞的民事登記有一份1980年特別委員會的文件，該委員會調查了她的年齡作為證據。雖然得到前蘇聯官方、親友和鄰居力證，但她手持的文件一直未獲確認，專家更質疑她樣貌比聲稱的年輕得多。
若赫維沙娃真的132歲，那表示她曾72歲「老蚌生珠」產子，曾經歷過很多大時代，見證過很多重大歷史，包括她37歲時的列寧十月革命。有人指出她有可能提供虛假信息，因為格魯吉亞出生和死亡登記，是由地方政府而非中央政府處理，居民有時會隱瞞或提供虛假信息，以便獲得政府的福利。
2010年，她130歲生日曾透過翻譯說：「我還很健康嘛﹗」當時她還會吃粟米粥和辣雞，但走路有困難，需長期卧床，惟獨精神尚佳。兒子米哈伊爾說，母親不良于行，過去七年大部分時間都在床上，但她有時也會自行走出屋外，不用其他人扶助。安蒂莎一些身體機能已經退化，例如手指收縮，不能做她一向喜愛的縫紉工作。